# Batalha de Bi
A Batalha de Bi ou Pi (Chinês: 邲之戰; pinyin: Bì zhī Zhàn) foi um conflito em 595 AEC, entre os exércitos de Chu e Jin. A batalha começou quando carruagens dos Jin saíram para recuperar duas das unidades de escaramuça que os Chu apossaram-se. Os Chu começaram a avançar nos flaqueados Jin, enquanto tentavam retardar os Jin quando 40 carruagens de Chu estavam comprometidas na batalha. Os Jin começaram a fazer o general retirar-se. A batalha terminou com a vitória dos Chu. A batalha ocorreu na atual China.